# Myctophidae
I Myctophidae, spesso noti nel linguaggio comune come pesci lanterna sono una famiglia di pesci di mare appartenenti all'ordine Myctophiformes e annoverano alcuni tra i più comuni e tipici pesci abissali.

## Distribuzione e habitat
Questi pesci sono diffusi in tutti i mari, da quelli equatoriali a quelli dei poli. Le loro abitudini di vita sono pelagiche e si trovano in genere lontano dal fondo, in acque aperte, di solito a profondità elevate (mediamente, in Mediterraneo, tra 200 e 600 m) durante il giorno e più in superficie durante la notte (migrazione nictemerale, comune a molti altri gruppi di organismi abissali).

Nelle acque mediterranee sono comuni anche se difficilmente osservati. Nello Stretto di Messina spiaggiano talvolta in quantità ingenti.

## Descrizione
Questi pesci hanno dimensioni spesso minuscole, con un occhio molto grande e la bocca assai ampia ma munita di denti piccolissimi. Le scaglie cadono al minimo contatto. Le pinne dorsali sono due: una abbastanza grande seguita da una piccola pinna adiposa. La pinna anale è abbastanza sviluppata, la pinna caudale è ampia e forcuta mentre le pinne ventrali e pettorali sono piuttosto piccole. La caratteristica più notevole di questi pesci sono i fotofori, organi emettitori di luce la cui disposizione è fondamentale per classificare i Mictofidi.

### Fotofori
I generi e le specie di Myctophidae si possono classificare e determinare solo grazie alla disposizione dei fotofori e dei gruppi di fotofori che, di conseguenza, hanno una loro denominazione e sono identificati da una sigla internazionalmente compresa. Per la posizione dei fotofori vedere in figura.

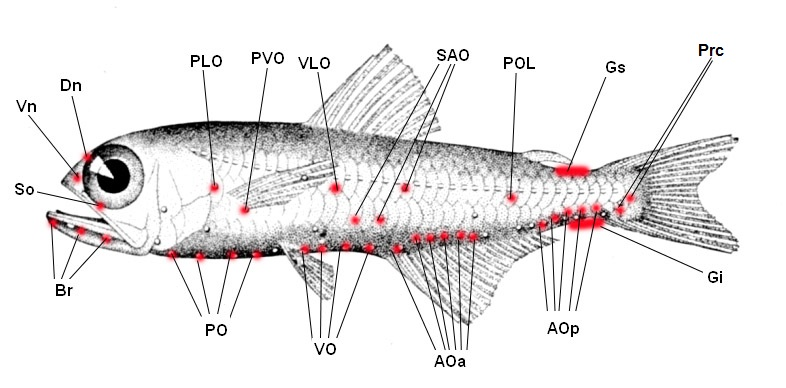

- Dn: Dorso-nasale
- Vn: Ventro-nasale
- So: Suborbitale
- Br: Branchiostegi
- PLO: Soprapettorale
- PVO: Subpettorali
- PO: Pettorali
- VLO: Sopraventrali
- SAO: Sopranali
- VO: Ventrali
- POL: Posterolaterale
- AOa: Anali anteriori
- AOp: Anali posteriori
- Prc: Precodali
- Gs: Ghiandola luminosa sopracodale
- Gi: Ghiandola luminosa infracodale

## Biologia

### Alimentazione
Questi pesci sono carnivori.

### Riproduzione
Lo sviluppo passa attraverso una serie di fasi, raggruppabili in due principali, larvale e postlarvale, spesso molto diverse dall'adulto, come ad esempio le larve periscopiche o stiloftalmoidi in cui gli occhi sono portati all'apice di lunghi peduncoli, catturate mediante retini da plancton anche in Mediterraneo.

## Ecologia
Sono una parte importante delle catene alimentari marine e vengono catturati, ad esempio, da tonni e cetacei. Costituiscono la maggior parte degli organismi responsabili dello strato riflettente profondo.

## Tassonomia
La famiglia comprende i seguenti generi:
- Benthosema Goode & Bean, 1896
- Bolinichthys
- Centrobranchus
- Ceratoscopelus
- Diaphus
- Diogenichthys
- Electrona
- Gonichthys
- Gymnoscopelus
- Hintonia
- Hygophum
- Idiolychnus
- Krefftichthys
- Lampadena
- Lampanyctodes
- Lampanyctus
- Lampichthys
- Lepidophanes
- Lobianchia
- Loweina
- Metelectrona
- Myctophum
- Nannobrachium
- Notolychnus
- Notoscopelus
- Parvilux
- Protomyctophum
- Scopelopsis
- Stenobrachius
- Symbolophorus
- Taaningichthys
- Tarletonbeania
- Triphoturus

## Pesca
Questi pesciolini sono pescati solo occasionalmente e non hanno nessun valore economico nonostante le carni siano commestibili.